# کریستین بروسیا
کریستین بروسیا (انگلیسی: Christian Brucia؛ زادهٔ ۲ فوریهٔ ۱۹۸۸) بازیکن فوتبال اهل آلمان است.